# Hemeroblemma
Hemeroblemma là một chi bướm đêm thuộc họ Erebidae.

## Các loài
- Hemeroblemma opigena Drury, 1773